# Vay Viktória
Vay Viktória (Budapest, 1995. szeptember 17. –), alternatív művészneve volt: Bianka Tereh, magyar színésznő. Vay Ilus unokája.

## Élete
Vay Viktória édesapja 1953. május 3-án Vay Péter néven jött a világra Vay Ilusnak egy házasságon kívüli kapcsolatából Pogány Antal férfiszabótól, a „Lámpás”-tól, akinek férfiszabósága volt a Király utcában, és a budapesti éjszakai élet ismert alakja volt. Vay Péter édesapja ugyan utólagosan a bíróság előtt elismerte apaságát, a fia mégis az édesanyja vezetéknevét viseli. Vay Viktóriának három bátyja született: Vay Márton (*1979. október 23.), Vay Gergely (*1982. június 30.), Vay Bernát Dániel (*1992. szeptember 4.).
A 2008-ban elhunyt színész-nagymamáról így vall: „Nagymamám volt színésznő, Vay Ilus, [...]. Nagy példaképem volt, remekül játszott. Teljes mértékben támogatott, mikor elhatároztam, hogy elkezdek színészkedni. Beszédhibás voltam, és ő sokat segített abban, hogy szebben hangsúlyozzak, artikuláljak. Kritikus volt velem eléggé, de ezt köszönöm neki.” A budapesti Szabó Lőrinc Két Tannyelvű Általános Iskola és Gimnáziumban tanult. A Nemzeti Színházban több darabban is szerepelt. A Jóban Rosszban című szappanoperában is játszott.

## Színházi szerepei
- Shakespeare: III. Richárd (Clarence gyermeke)
- Szalay Álmos: Lánykitépve
- Marina Carr: A Macskalápon (Josie)
- Szophoklész: Oidipusz király
- Dosztojevszkij: Ördögök

## Filmszerepek

### Játékfilmek
- La belle Époque (kisjátékfilm) (2006)
- Pink Water (rövidfilm) (2011) (Kinga)

### Tévésorozat
- Jóban Rosszban, TV2 (2006–2012) (Bánkuti Magdi)
- Presszó: Hadüzenet (2008) (Görkoris lány)
- Kiliki a Földön (2008–2009) (Bogi) (Bianka Tereh néven)